# Jessica Cérival
Jessica Cérival (Quimper, 20 gennaio 1982) è una pesista francese.

## Biografia
La sua carriera inizia nel 2005, ma solo nel 2007 prende parte alla sua prima gara ufficiale, ai campionati europei indoor, ottenendo il settimo posto. Le va peggio nell'edizione successiva (2009) dove è esclusa nelle qualificazioni.
Il 2009 è comunque un'annata positiva per la Cérival, che diventa campionessa nazionale e partecipa ai Giochi del Mediterraneo, ottenendo il titolo e regalando alla Francia il primo successo in 30 anni. Sulla scia di questa vittoria viene selezionata per la Nazionale francese ai Campionati Mondiali del 2009 ma finisce undicesima.
Sempre nel 2009 ottiene la medaglia d'argento ai Giochi della Francofonia.

## Palmarès
| Anno | Manifestazione          | Sede       | Evento         | Risultato | Misura  | Note |
| ---- | ----------------------- | ---------- | -------------- | --------- | ------- | ---- |
| 2007 | Europei indoor          | Birmingham | Getto del peso | 7ª        | 16,51 m |      |
| 2009 | Europei indoor          | Torino     | Getto del peso | 10ª       | 17,07 m |      |
| 2009 | Giochi del Mediterraneo | Pescara    | Getto del peso | Oro       | 17,77 m |      |
| 2009 | Mondiali                | Berlino    | Getto del peso | 19ª (q)   | 17,30 m |      |
| 2011 | Europei indoor          | Parigi     | Getto del peso | 4ª        | 17,84 m |      |
| 2012 | Mondiali indoor         | Istanbul   | Getto del peso | 14ª       | 16,47 m |      |
| 2012 | Europei                 | Helsinki   | Getto del peso | 9ª        | 17,20 m |      |
| 2017 | Europei indoor          | Belgrado   | Getto del peso | 8ª        | 16,84 m |      |
| 2017 | Mondiali                | Londra     | Getto del peso | 24ª (q)   | 16,56 m |      |